# Eupoecilia
Eupoecilia é um gênero de mariposas pertencentes à subfamília Tortricinae da família Tortricidae. Foi descrito por Stephens em 1829.

## Espécies
- Eupoecilia aburica (Razowski, 1993)
- Eupoecilia acrographa (Turner, 1916)
- Eupoecilia ambiguella (Hübner, [1796])
- Eupoecilia amphimnesta (Meyrick, 1928)
- Eupoecilia anebrica (Diakonoff, 1983)
- Eupoecilia angustana (Hübner, [1796-1799])
- Eupoecilia anisoneura (Diakonoff, 1982)
- Eupoecilia armifera (Razowski, 1968)
- Eupoecilia cebrana (Hübner, [1811-1813])
- Eupoecilia charixantha (Meyrick, 1928)
- Eupoecilia citrinana (Razowski, 1960)
- Eupoecilia coniopa (Diakonoff, 1984)
- Eupoecilia cracens (Diakonoff, 1982)
- Eupoecilia crocina (Razowski, 1968)
- Eupoecilia dactylota (Diakonoff, 1952)
- Eupoecilia dentana (Razowski, 1968)
- Eupoecilia diana (Razowski, 1968)
- Eupoecilia dynodesma (Diakonoff, 1971)
- Eupoecilia engelinae (Diakonoff, 1941)
- Eucalypta Eupoecilia (Meyrick, 1928)
- Eupoecilia inouei (Kawabe, 1972)
- Eupoecilia kobeana (Razowski, 1968)
- Eupoecilia kruegeriana (Razowski, 1993)
- Eupoecilia lata (Razowski, 1968)
- Eupoecilia neurosema (Meyrick, 1938)
- Eupoecilia ochrotona (Razowski, 1968)
- Eupoecilia quinaspinalis (X.Zhang & HHLi, 2008)
- Reliquatrix de Eupoecilia (Meyrick, 1928)
- Eupoecilia sanguisorbana (Herrich-Schffer, 1856)
- Eupoecilia scytalephora (Diakonoff, 1952)
- Eupoecilia sumatrana (Diakonoff, 1983)
- Eupoecilia sumbana (Diakonoff, 1953)
- Tinturas de Eupoecilia (Diakonoff, 1973)
- Eupoecilia tenggerensis (Diakonoff, 1949)
- Eupoecilia thalia (Diakonoff, 1984)
- Eupoecilia wegneri (Diakonoff, 1941)
- Eupoecilia yubariana (Razowski, 2005)

## Sinônimos
- Arachniotes (Diakonoff, 1952) (tipo de espécie: Arachniotes dactylota Diakonoff, 1952)
- Clysia (Hübner, [1825]) (tipo de espécie: Tinea ambiguella Hübner, 1796 [preocupada])
- Clysiana (TB Fletcher, 1941) [nome de substituição para Clysia]
- Eupecilia (Herrich-Schäffer, 1851) [erro ortográfico de Eupoecilia]